# أراميد أوتيه
أراميد أوتيه (بالإنجليزية: Aramide Jay Oteh)‏ (من مواليد 10 سبتمبر 1998) هو لاعب كرة قدم إنجليزي يلعب كمهاجم لفريق الدوري الثاني نادي سالفورد سيتي.